# Soba

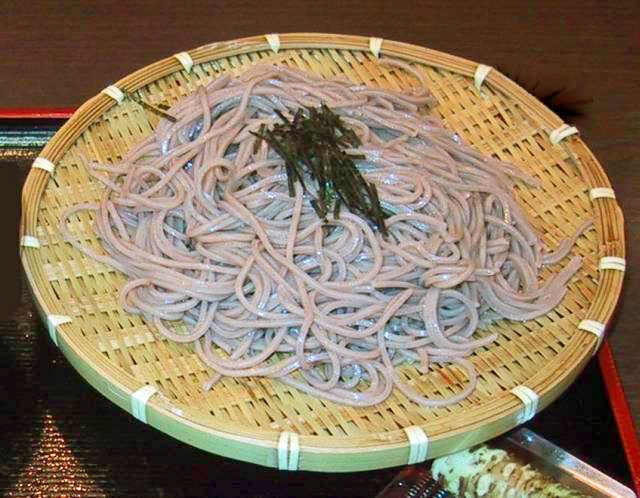
Soba med strimlad nori, serverat på en zaru.

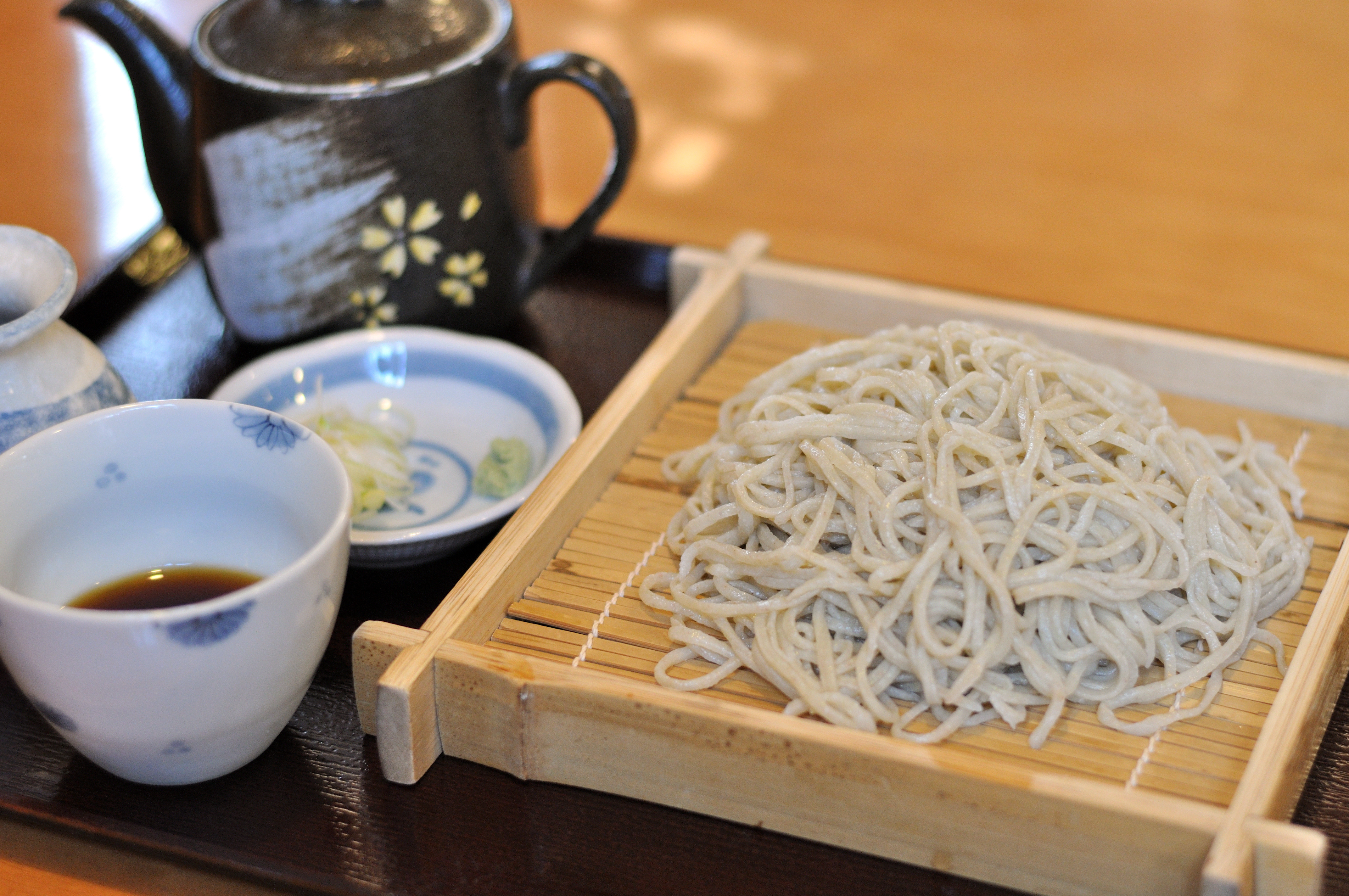
Soba med dipsås och tillbehör.

Soba (蕎麦 eller そば) är japanska tunna bruna nudlar av bovete (ibland med inslag av vete) som vanligtvis serveras kokta med diverse tillbehör. Vanligt är att servera kall soba som tilltugg på sommaren och varma soba-rätter under den kalla årstiden. Den vanligaste formen är kake soba, "sobanudelsoppa". Kake soba består av kokta sobanudlar tillsammans med en varm buljong gjord på dashi, mirin och japansk sojasås, som servereras tillsammans med skivad piplök.

## Användning
I Japan serveras soba-nudlar i många olika situationer. De återfinns som populär och billig snabbmat vid järnvägsstationer eller som exklusiva rätter i dyra restauranger. På marknader kan man köpa torkade nudlar och färdig buljong för snabb tillagning hemma. De mest välkända varianterna kommer från Nagano och kallas för Shinano Soba (信濃そば) eller Shinshu soba (信州そば). Ni-hachi (二八, två-åtta) soba, består av två delar vete och åtta delar bovete. Andra populära japanska nudlar är udon, ramen, och somen.
Soba äts med pinnar och traditionellt anses det artigt att ljudligt sörpla i sig nudlarna (på japanska kallas detta för tsuru-tsuru.[källa behövs]). Detta är speciellt vanligt med varma nudlar då själva sörplingen effektivt kyler ner nudlarna på vägen in i munnen.
Kall soba kan ätas med buljongen vid sidan eller i anrättningen som vid varm soba. Det vanligaste sättet att servera kall soba är zaru soba (笊そば), då serveras de kalla nudlarna på en zaru (se bild). Wasabi och piplök blandas i en liten skål med buljong och med hjälp av ätpinnarna doppas nudlarna sedan i buljongen.

## Varianter
- Sarashina soba – tunna, ljusfärgade soba gjorda av raffinerat bovetemjöl.
- Inaka soba – tjocka soba av fullkornsbovete.

Lokala varianter
- Shinano soba – efter en stad i Nagano
- Shinshu soba – efter den södra regionen i Nagano
- Izumo soba – efter en stad i Shimane

Varianter efter smak
- Jinenjo soba – smaksatt med mjöl av jams.
- Cha soba – smaksatt med grönt te.
- Mugi soba – smaksatt med växten gråbo.
- Ni-hachi soba – soba med 20% vete och 80% bovete
- 100% bovete soba

Utanför Japan
- Memil guksu är en koreansk bovetenudel snarlik den japanska

## Vanliga soba-rätter
Soba serveras ofta som kallt tilltugg under sommaren eller varma i soppor på vintern.
Varma rätter
- Kake soba 掛け蕎麦 – Varm soba i buljong med tunt skivad piplök och ibland en skiva kamaboko (fiskkaka).
- Kitsune soba (i Kanto) eller Tanuki soba (i Kansai) – med friterad tofu).
- Tempura soba 天麩羅蕎麦 – med tempura, speciellt räkor.
- Tanuki soba (i Kanto) eller Haikara soba (i Kansai) – med tenkasu (friterad tempura-smet).
- Tsukimi soba – med rått ägg, som pocheras i den varma soppan.
- Tororo soba – med tororo, en puré av yamaimo (en potatis-lik grönsak med slemmig konsistens).
- Wakame soba – med wakame-alger.

Kalla rätter
- Mori soba 盛り蕎麦 – Kalla soba-nudlar. Nudlarna kokas, kyls av och serveras med en kall dipsås, ofta bestående av dashi (tångbuljong), mirin (söt sake), och shoyu (soja) samt wasabi.
- Zaru soba 笊蕎麦 – Mori soba med nori-alger.
- Hiyashi soba 冷やし蕎麦 – kall soba med olika tillbehör som läggs ovanpå nudlarna varefter buljong hälls över anrättningen. Den kan innehålla:
  - tororo – jamspuré
  - oroshi – riven rättika
  - natto – fermenterade sojabönor
  - okra – färsk skivad okra
- Soba maki – kall soba som rullas i nori och tillreds som makizushi.

## Andra betydelser
Soba är också det japanska ordet för bovete. Rostade bovetekärnor kan användas som té (sobacha, そば茶) som serveras kallt eller varmt. Skalet från bovetet (sobakawa) används som ett fyllningsmaterial i huvudkuddar.
Soba används ibland som en generell term för nudlar. Ramen kallas ibland i Japan för chūka soba (中華そば) eller shina soba (支那そば) (båda betyder kinesiska nudlar). Förkokta chūka soba används för att göra yakisoba. Dessa nudlar innehåller dock inte bovete.